# Alpine Dweller
Alpine Dweller ist ein österreichisches Indie-Folk-Duo aus Wien.

## Geschichte
Das Projekt Alpine Dweller geht aus der Band Beyond the Trees hervor, in der das Trio bereits gemeinsam Musik machte. Im Jahr 2015 begannen die Musiker und Komponisten Matthias Franz Elias Schinnerl, Joana Marialena Karácsonyi und Flora Marlene Dorothea Geißelbrecht mit angeleiteten Improvisationen unter dem Namen Alpine Dweller Bühnen zu bespielen. So macht sich das Trio vor allem durch Live-Auftritte einen Namen. Im Jahr vor Veröffentlichung des ersten Langspieleralbums Among Others (2019), spielten Alpine Dweller Tourneen in Europa, Nordafrika und Asien mit Livekonzerten in insgesamt 12 Ländern. Darunter Konzerte in Italien, Österreich, Deutschland, Dänemark, Schweden, Norwegen, Ägypten und Nepal. Im selben Jahr gründete das Ensemble das Künstler- und Indie-Label NFR. 2020 produzierten Alpine Dweller mit dem österreichischen öffentlich-rechtlichen Rundfunksender Ö1 unter der Leitung von Musikjournalist Helmut Jasbar eine Radiosession im Wiener Radiokulturhaus auf Vinyl und CD. Davor veröffentlichten Alpine Dweller die EP Trinity. Zu weiteren Veröffentlichungen der Band zählen die Lieder Loonary, Kraken und Planets. Ähnlichkeiten in der Aufmachung der Covergestaltung dieser deuten auf ein zweites Langspieleralbum des Ensembles hin. 2023 verließ Flora Geißelbrecht Alpine Dweller, das Ensemble bleibt als Duo weiter bestehen.    

## Name
Der Band zufolge, verweist der Name „Alpine Dweller“ ([ˈælˌpaɪn ˈdwelə] zu deutsch: Bergbewohner) auf jene Art Steinschlichtung, die oftmals im alpinen Raum zu sehen ist. So genannte „Steinmanderl“, welche als Wegweiser auf den Bergen dienen. Diese bestehen in der Regel oft aus vielen locker aufeinander geschichteten Steinen.

## Stil
Der Stil der Gruppe definiert sich als weltmusikalisch orientiertes Kunstlied - ein englischsprachiger Folk-Pop mit kammermusikalischen und leicht volksmusikalischen Zügen. Die Kompositionen von Schinnerl, Karácsonyi und Geißelbrecht sind klangfarbenreich, vielschichtig und komplex. Diesem gemeinsamen musikalischen Schaffen wird große Virtuosität und Spielfreude zugesprochen. Dabei bedienen sie sich in erster Linie ihres Stamminstrumentariums: Gitarre, Ukulele, Cello, Bratsche und Harfe. Die oftmals dreistimmig vorgetragenen Lieder, werden von Alpine Dweller selbst unter dem Begriff der „imaginären Folklore“ gefasst.

## Diskografie
Alben
- 2019: Among Others (NFR/Hoanzl)
- 2020: Ö1 Studio und Radiosession (ORF/NFR/Hoanzl)

EPs
- 2016: Alpine Dweller (manuskript)
- 2020: Trinity (NFR)

Lieder
- 2016: Naked Thoughts (manuskript)
- 2019: Change (NFR)
- 2020: Sonne (NFR)
- 2021: Yellow Coat (NFR)
- 2021: Loonary (NFR)
- 2021: Kraken (NFR)
- 2023: Planets (NFR)

Kompilationen
- 2019: Girl in Oil - Sounds Like Van Spirit Sampler (M. Berger)
- 2021: Laws and Apple Pie Order - Wien Musik Sampler (monkey)